# Mammillaria duoformis
Mammillaria duoformis (укр. Мамілярія двоформна, Мамілярія дуоформіс) — сукулентна рослина з роду мамілярія (Mammillaria) родини кактусових (Cactaceae).

## Ареал
Цей вид є ендемічним в Мексиці. Ареал зростання — штати Пуебла, Оахака і Морелос.

## Морфологічний опис
Рослина зазвичай утворює групи (була описана Пілбімом як одиночна, або кущиться від основи).
| Орган              | Опис |
| Коріння            | |
| Стебло             | циліндричне, до 9 см заввишки, 3-4 см в діаметрі. |
| Епідерміс          | |
| Маміли             | без молочного соку, але молочний сік присутній в стеблі.                                                                                                  |
| Ареоли             | |
| Аксили             | з щетинками. |
| Центральні колючки | 4, рожево-жовто-коричневі в основі, червонувато-коричневі вгорі, завдовжки 10-12 мм, найнижча з центральних колючок з гачком, або пряма і довша за інших. |
| Радіальні колючки  | 18-20, тонкі, голчасті, прямі, вапняно-білі до блідо-жовтих вгорі, оранжево-коричневі в основі, завдовжки 5-7 мм.                                         |
| Квіти              | блискучі, темно-червоні з коричневими зовнішніми пелюстками, до 15 мм завдовжки, 12 мм в діаметрі.                                                        |
| Бутони             | |
| Зовнішні пелюстки  | |
| Внутрішні пелюстки | |
| Тичинки            | |
| Маточка            | |
| Плоди              | блідо-коричнево-рожеві. |
| Насіння            | коричневе. |

## Екологія
Живе серед досить густої рослинності, в тропічному листяному лісі і на вторинних луках на висоті приблизно від 1 000 до 2 400 метрів над рівнем моря. Цвіте в квітні-травні.

## Утримання в культурі
В культурі це один з найлегших видів, і може саме через це його потенціал до кінця не розвивається.
При регулярній пересадці рослина утворює менш ніж за 10 років колонію з 20 — 30 тонких стебел, заповнюючи посуд розміром в 25 см.

## Охоронні заходи
Mammillaria duoformis входить до Червоного Списку Міжнародного Союзу Охорони Природи видів, даних про які недостатньо (DD). Немає прямих загроз для цього виду. Проте, деградація навколишнього середовища, ймовірно, впливає на нього.
У Мексиці ця рослина занесена до національного переліку видів, що перебувають під загрозою зникнення, де вона включена до категорії «підлягають особливій охороні».
Охороняється Конвенцією про міжнародну торгівлю видами дикої фауни і флори, що перебувають під загрозою зникнення (CITES).